# Roland Sandberg
Roland Sandberg (født 16. december 1946 i Karlskrona, Sverige) er en svensk tidligere fodboldspiller (angriber).
Sandberg startede sin karriere i hjemlandet hos Åtvidaberg, hvor han vandt to svenske mesterskaber og en pokaltitel. men skiftede i 1973 til tysk fodbold. Her var han tilknyttet Kaiserslautern frem til 1978. Han sluttede karrieren af med ophold hos Kalmar FF og BK Häcken.
Sandberg spillede desuden 38 kampe og scorede 15 mål for Sveriges landshold. Han var en del af den svenske trup til VM 1974 i Vesttyskland, hvor han spillede alle holdets kampe, og scorede to mål.

## Titler
Svensk mesterskab
- 1972 og 1973 med Åtvidaberg

Svenska Cupen
- 1970 og 1971 med Åtvidaberg